# Pico de Peñarroya
El pico de Peñarroya es una montaña del Sistema Ibérico situada en Alcalá de la Selva, en la provincia de Teruel (Aragón, España).
Con sus 2028,228 m de altitud, constituye la máxima elevación del Sistema Ibérico turolense. Se conforma como un cerro residual de calizas y areniscas cretácicas, destacando apenas sobre la superficie de erosión de la sierra de Gúdar.
Por su posición y litología se ha visto afectado por procesos kársticos y periglaciares cuaternarios.
Lo más característico de su cumbre es su enorme vértice geodésico —de unos 10 m de altura— por el cual se puede ascender.
Desde la cima se puede contemplar el Maestrazgo y la sierra de Javalambre.